# Guninarasipura, Bhadravati
Guninarasipura là một làng thuộc tehsil Bhadravati, huyện Shimoga, bang Karnataka, Ấn Độ.